# Jag är fri (Manne leam frijje)
Jag är fri (Manne leam frijje) är en låt som framförs av Jon Henrik Fjällgren i Melodifestivalen 2015, låtskrivare är Tony Malm, Erik Holmberg, Josef Melin och Fjällgren själv. Låten hamnade i mars 2015 på plats 10 på svenska singellistan.